# 크리스틴 드벨

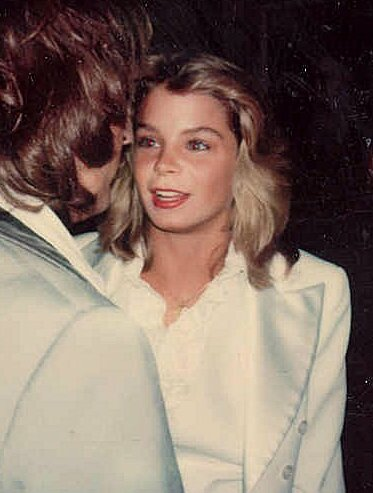

크리스틴 더벨(Kristine DeBell, 1954년 12월 10일 ~ )은 미국의 배우, 모델이다.

## 출연 작품
- 어 토킹 포니!?! (2013년)
- 어 할로윈 퍼피 (2012년)
- 마지막 승부 (1983년)
- 위대한 승리 (1982, Life of the Party: The Story of Beatrice)
- 윌리와 필 (1980년)
- 성룡의 살수호 (1980년)
- 더 그레이트 아메리칸 걸 라버리 (1979년)
- 미트볼 (1979년)
- 메인 이벤트 (1979년)
- 서든리, 러브 (1978년) - 헬렌 멀로이 역
- 좋은 형제들 (1978년)
- 프러쉬 (1977년)
- 이상한 나라의 앨리스 (1976년)

### 텔레비전
- 더 영 앤 더 레스트리스 (1982)